# Deutsche Schule Taipeh
Die Deutsche Schule Taipei wurde 1990 in der taiwanischen Hauptstadt Taipeh gegründet, um Kindern deutschsprachiger Familien in Taiwan ein Bildungsangebot nach deutschen Lehrplänen und Standards zu bieten.
Bereits sehr früh fand eine enge Kooperation mit der britischen und französischen Schule statt. Man bündelte Ressourcen und profitierte vom größeren gemeinsamen System der Europäischen Schule in Taipeh. Mit Gründung der Taipei European School Foundation wurde im Jahr 2002 eine Rechtsform gefunden, in der für alle Partner der Schulbetrieb effektiv organisiert und finanziert werden kann.
Unter dem Dach der Taipei European School sind heute die drei ursprünglich eigenständigen Schulen als Deutsche Sektion, British Section und Section Française zusammengefasst. Im Jahr 2002 wurde das System um die High School Section ergänzt.
Die Deutsche Schule Taipei bietet einen durchgängigen Bildungsgang nach deutschen Standards bis zur allgemeinen Hochschulreife an. Der Unterricht findet in der Grundschule bis Klasse 4 und in der Sekundarstufe I bis zur Klasse 8 auf der Basis von deutschen Lehrplänen statt. Deren Anforderungen werden in lokale Bezüge gesetzt durch Schulcurricula, die der Genehmigung der Kultusministerkonferenz unterliegen.
In den Jahrgangsstufen 9 und 10 werden die Schüler in Kooperation mit der High School Section der Taipei European School sowohl nach britischen Lehrplänen für das International General Certificate of Secondary Education (IGSCE) der Universität Cambridge als auch nach deutschen Lehrplänen unterrichtet. Der Unterricht findet teils auf Englisch, teils auf Deutsch statt. Die Schüler nehmen an der britischen Abschlussprüfung zum IGCSE und auch an der zentralen deutschen Abschlussprüfung zum mittleren Bildungsabschluss teil. Damit steht ihnen der Weg in die deutsche gymnasiale Oberstufe und in internationale Oberstufenprogramme offen.
In den Jahrgangsstufen 11 und 12 wird der Bildungsgang in Kooperation mit der High School Section englischsprachig zum International Baccalaureate (IB) mit Deutsch als Language A weitergeführt, sodass die Schüler die Zugangsberechtigung zu deutschen Hochschulen und Universitäten erwerben.
Kinder werden ab Vollendung des dritten Lebensjahres in dem der Schule angegliederten Kindergarten aufgenommen und nach modernen pädagogischen Prinzipien auf die Schule vorbereitet. Nach Vollendung des fünften Lebensjahres besuchen die Kinder im Rahmen der Flexiblen Eingangsstufe die Grundschule. Dort wird für sie in der ersten Zeit ein individualisiertes Programm aus Unterricht und basaler Förderung angeboten. Sie erreichen schrittweise die Fähigkeit, am vollen Unterrichtsprogramm teilzunehmen.
Selbstorganisierte und kreative Lernprozesse mit einem Maximum an individueller Förderung im Wechsel mit lehrergestütztem Unterricht schaffen in den Grundschuljahren bei den Kindern wichtige Fundamente. Sie erwerben auf diese Weise alle Voraussetzungen und das nötige Wissen, welche sie für die weitere Schullaufbahn benötigen. Dabei steht die Lebenswelt in Deutschland, Österreich und der Schweiz im Mittelpunkt. In vielfältiger Form werden außerdem Bezüge zum Lebensumfeld in Taiwan hergestellt.
Der Kindergarten und die Grundschule sind seit Beginn des Schuljahrs 2007/08 im Swire European Primary Campus an der Fuguo Road untergebracht.
Die in der Grundschule erworbenen Lernmethoden werden in der Sekundarschule weitergeführt und ausgebaut. Hier erfolgt nach der Orientierungsstufe in Klasse 5 binnendifferenzierter Unterricht auf Gymnasial-, Realschul- und Hauptschulniveau mit den entsprechenden Lernmaterialien.
Die Sekundarstufe befindet sich seit 1998 auf dem Swire European Secondary Campus auf dem Yangmingshan in zwei Schulneubauten mit erstklassiger Ausstattung.
Die Schule ist eine vom Bundesverwaltungsamt – Zentralstelle für das Auslandsschulwesen – geförderte deutsche Auslandsschule im Netzwerk „Deutsche Auslandsschulen International“ (DAS) und erhielt 2011 und 2017 vom Bundespräsidenten das Gütesiegel „Exzellente Deutsche Auslandsschule“ verliehen.
Mit Beschluss der Kultusministerkonferenz vom 13. Dezember 2012 ist die Deutsche Schule Taipei eine „Anerkannte Deutsche Schule im Ausland“.